# 1945 في أستراليا
فيما يلي قوائم الأحداث التي وقعت خلال عام 1945 في أستراليا.

## سياسة

### انتهاء فترة المنصب
- 5 يوليو – جون كيرتن عضو مجلس النواب الأسترالي، رئيس الوزراء الأسترالي.

## مواليد

### يناير
- 1 يناير – ليندلي ألان كرافن عالم نبات أسترالي.

### مارس
- 3 مارس – جورج ميلر مخرج أفلام أسترالي.

### مايو
- 17 مايو – توني روتش لاعب كرة مضرب أسترالي.

### أغسطس
- 12 أغسطس – مال واشر سياسي أسترالي.

### أكتوبر
- 14 أكتوبر – ألان ستون لاعب كرة مضرب أسترالي.

### نوفمبر
- 15 نوفمبر – غراهام ستيلويل لاعب كرة مضرب بريطاني.

### ديسمبر
- 15 ديسمبر – ثاو بانجليس ممثل أسترالي.

## وفيات

### مارس
- 4 مارس – هاري شوفيل (مواليد 1865)

### يوليو
- 5 يوليو – جون كيرتن (مواليد 1885)